# Wielimie
Der Wielimie (deutsch Vilmsee) ist ein Gewässer im Südosten der polnischen Woiwodschaft Westpommern. Es gehört zum Dramburger Seengebiet (Pojezierze Drawskie) innerhalb der Pommerschen Seenplatte.
Der Wielimie liegt nordöstlich der Kreisstadt Szczecinek (Neustettin) im Gebiet der Gmina Szczecinek zwischen den beiden polnischen Landesstraßen DK 11 (ehemalige deutsche Reichsstraße 160) von Kołobrzeg (Kolberg) über Koszalin (Köslin) nach Posen und weiter bis nach Bytom (Beuthen) in Oberschlesien, und der DK 20 (ehemalige Reichsstraße 158) von Stargard (Stargard in Pommern) nach Gdynia (Gdingen). Ebenso eingebettet liegt der See im Gleisdreieck der Bahnstrecken Szczecinek–Kołobrzeg und Piła–Ustka.
In Ufernähe des Sees sind die Ortschaften Gałowo (Galow) und Gwda Wielka (Groß Küdde) angesiedelt.
Der Wielimie umfasst eine Fläche von 18,65 km². Er wird von der Gwda (Küddow) durchzogen, die in der Nähe von Porost (Porst) bei Bobolice (Bublitz) entspringt und nach dem Wierzchowo (Virchowsee) nun den Wielimie bewässert. Nach etwa hundert Kilometern mündet sie in die Netze.
Auch das kleine, nur 2,5 Kilometer lange Flüsschen Nizica gibt sein Wasser in den Wielimie.
Bei dem Vilmsee handelt es sich um einen Grundmoränensee, der eine Tiefe von bis zu 6 Metern erreicht und sich in einer Höhenlage von 133 Metern über dem Meeresniveau befindet. Durch seine Lage auf dem Pommerschen Landrücken erhielt er eine stark zerlappte Form und sehr viele kleine Inseln mit einer Gesamtfläche von 127 Hektar. Im Jahr 1778 hat man den Wasserspiegel um 2–3 Meter abgesenkt, um 4000 Morgen Wiesenland zu gewinnen. 1941 legte man auf dem Großen Werder eine Fischbrutanstalt an. Bis 1945 stand in Marcelin (Horngut) am See ein Kalkwerk zur Verarbeitung des Seekalks.